# Libnotes magnisiva
Libnotes magnisiva är en tvåvingeart som först beskrevs av Alexander 1968.  Libnotes magnisiva ingår i släktet Libnotes och familjen småharkrankar. Inga underarter finns listade i Catalogue of Life.